# Gallus Anonymus
Gallus Anonymus (latinsky „Anonymní Francouz“), v polonizované podobě Gall Anonim, byl polský středověký dějepisec a kronikář, který kolem roku 1115 sepsal latinsky knihu Gesta principum Polonorum (česky vyšlo jako Kronika a činy polských knížat a vládců).

## Autor a název
Kronika není dokončena a původně nenesla ani název, ani autora. Název dostala dodatečně ve středověkém Kodexu Zamoyskich. O autorovi se nic přesnějšího také neví, Ottův slovník uváděl hypotetické jméno Martin. Usuzuje se, že to byl benediktin, který přišel přes Uhry do Polska z Francie, a který se stal kaplanem na dvoře polského knížete Boleslava III. Křivoústého. Toto určení pochází z pera polského humanisty Marcina Kromera. Kromerovy názory byly v průběhu dějin ovšem různě zpochybňovány. Někteří autoři se snažili dokázat jiný původ tvůrce kroniky (spekulovalo se o Uhrách, Zadaru či Benátkách). Nedávno například Tomasz Jasiński (O pochodzeniu Galla Anonima, 2008), usoudil, že Gallus pocházel z Benátska, kde byl znám jako Mnich z Lido (Monachus Littorensis).

## Obsah
Kronika zachycuje minulost polského knížectví od nejstarších dob do roku 1113. Má tři knihy, z nichž obě poslední jsou věnovány období panování knížete Boleslava III. Křivoústého. Autor byl knížeti zřetelně nakloněn, snad žil při jeho dvoře.
Zajímavé je, že v Gallově kronice jsou dosti haněni Češi, jimž se vytýká „zákeřnost, hrabivost a zbabělost“. To je asi také důvod, proč nebyl o kroniku v českých zemích nikdy valný zájem, přeložena byla až roku 2009. Avšak také v polském prostředí byla kronika dlouho ve stínu kroniky biskupa Vincence Kadłubka († 1223), možná i proto, že Gallus byl cizinec (sám se v textu nazývá poutníkem v cizí zemi).
Kronika se často srovnává s Kosmovou kronikou (Chronica Boemorum), protože autoři byli vrstevníky a patrně také dvořany ve službách svých panovníků. Jinak se jejich postavení, vzdělání i znalosti patrně velmi lišily, jak to odpovídalo i společenským rozdílům mezi Střední a Západní Evropou ve 12. století. Gallus byl cizinec, který možná ani nerozuměl slovanskému jazyku, kdežto Kosmas byl domácí český kněz. Stejně negativní pohled, jaký má Gallova kronika na Čechy, má i Kosmova kronika na Poláky.